# 斯泰恩斯米爾科納 (印第安納州)
斯泰恩斯米爾科納（英語：Stines Mill Corner）是位於美國印第安納州摩根縣的一個非建制地區。該地的面積和人口皆未知。